# Friedrich Ahlfeld (Theologe)

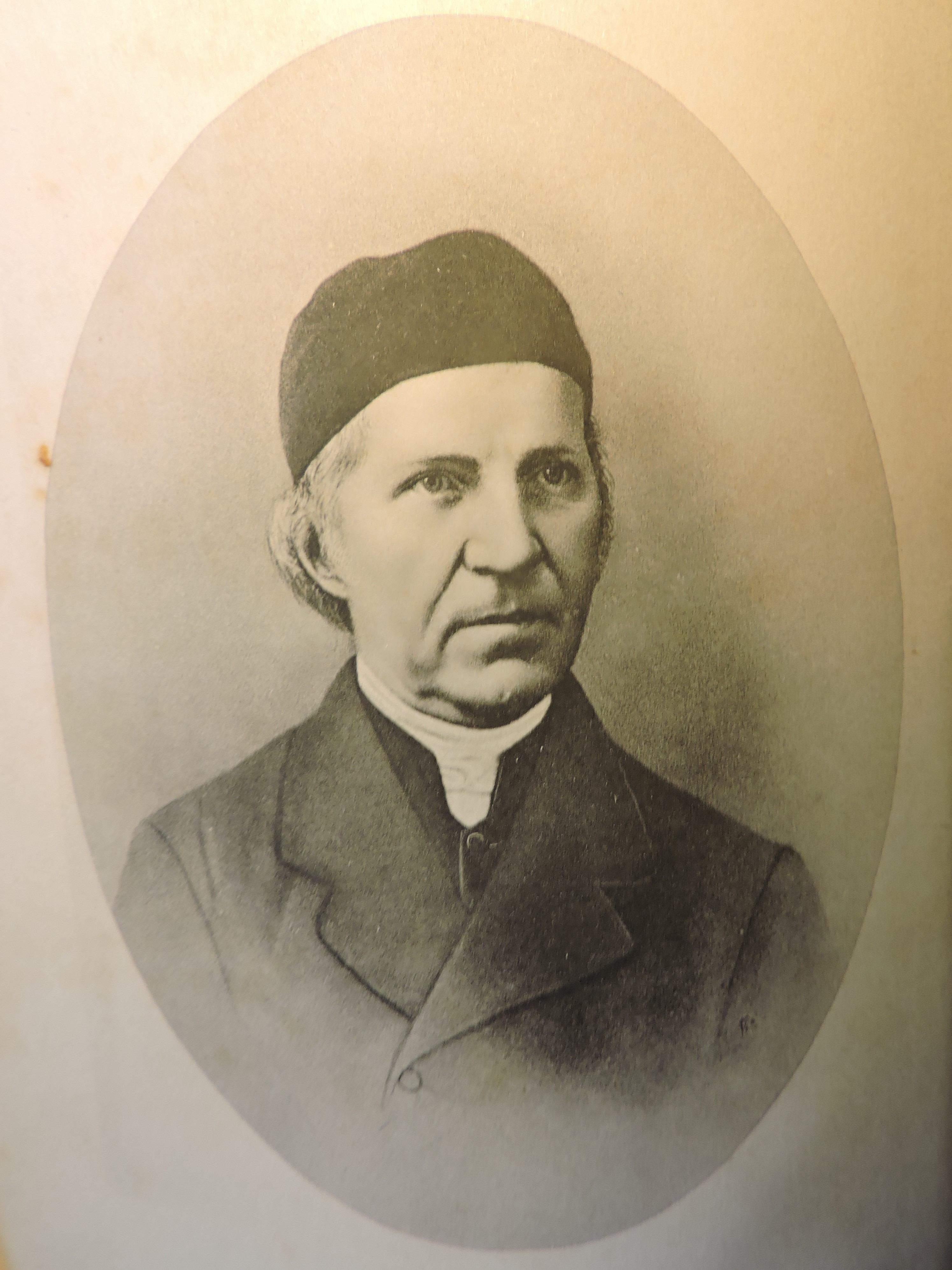
Friedrich Ahlfeld, Titel aus dem „Lebensbild“

Johann Friedrich Ahlfeld (* 1. November 1810 in Mehringen; † 4. März 1884 in Leipzig) war ein deutscher lutherischer Theologe und beliebter volkstümlicher Prediger und Autor.

## Leben
Johann Friedrich Ahlfeld, der Sohn des Zimmermanns und Tagelöhners Johann Christoph Christian Ahlfeld und dessen Frau Marie Sophie, besuchte die Gymnasien in Aschersleben sowie Dessau und studierte in Halle Evangelische Theologie, unter anderem bei Carl Ullmann und dem Historiker Heinrich Leo. Während seines Studiums wurde er 1830 Mitglied der Halleschen Burschenschaft und wurde später Ehrenphilister des Hallenser Wingolf.
Ahlfeld wurde 1834 Gymnasiallehrer in Zerbst, wurde aber als ehemaliger Burschenschafter im Zuge der „Demagogenverfolgung“ entlassen. 1837 wurde er Rektor in Wörlitz und 1838 Pastor in Alt-Alsleben, wo er sich vom Rationalisten zum strengen Lutheraner wandelte. 1847 auf Betreiben von August Tholuck an die Laurentiuskirche in Halle berufen, trat er gegen den Einfluss der freireligiösen, rationalistischen „Lichtfreunde“ auf. Die Revolution 1848/49 sah er als Ausdruck von „Gesetzlosigkeit und Gesetzwidrigkeit“. Ab 1851 war er Pfarrer an der Nikolaikirche in Leipzig, trat 1882 in den Ruhestand und starb am 4. März 1884.

## Bedeutung
Ahlfelds bildhafte, um die Themen von Gesetz, Sünde und Gnade kreisende Predigten machten ihn zu einem beliebten und einflussreichen Erneuerer des Luthertums in Sachsen. Auf ihn geht der Entwurf des sächsischen Landesgesangbuchs von 1880 zurück. Daneben schrieb er seit 1846 unter dem Pseudonym eines Mannes aus dem Volk, des „Vollspänner Warmholz“, Zeitbetrachtungen für das Volksblatt für Stadt und Land zur Belehrung und Unterhaltung. Später veröffentlichte er Erzählungen aus dem Volksleben, die wie seine Predigten und populärtheologischen Veröffentlichungen den politischen Konservatismus unterstützten.
Sein gleichnamiger Sohn Johann Friedrich Ahlfeld wurde einer der bedeutendsten Geburtshelfer seiner Zeit. Der Pfarrer und Politiker Friedrich Naumann war sein Enkel.
2010 wurde ihm zu Ehren in seinem Geburtsort ein Gedenkstein errichtet.
Im Leipziger Stadtteil Altlindenau trägt die Ahlfeldstraße seinen Namen.

## Schriften
- Predigten über die evangelischen Perikopen. Leipzig 1848–1849. 10. Aufl. 1881. (Digitalisat der 7. Aufl. 1863)
- Sonntagsgnade und Sonntagssünde. Vier Predigten. Mühlmann, Halle 1850. (4. Aufl. 1894)
- Staat, Haus und Herz in und außer der Kirche Christi. Vortrag. Döring, Dessau 1851
- Katechismuspredigten. (3 Bände) Mühlmann, Halle 1852. (Digitalisat der 4. Auf. 1867)
- Anna Magdalena von Reibnitz, ein Kind aus gemischter Ehe und eine Frau in gemischter Ehe. Ein Beitrag zur Geschichte des Elends der gemischten Ehen von D. Fr. Ahlfeld, Pasto zu St. Nicolai in Leipzig. Dörffling & Franke, Leipzig 1854. (Digitalisat)
- Das Leben im Lichte des Wortes Gottes. Ein Lebensbuch insbesondere für Confirmanden und Brautpaare. Mühlmann, Halle 1867. (Digitalisat der 3. Aufl.) (7. Aufl. 1886)
- Predigten an Sonn- und Festtagen. I. „Die Ruhe der Kinder Gottes in dem Herrn.“ (3 Bände) Fleischer, Leipzig 1850–1861; II. Bausteine zum Aufbau der Gemeinde. Sechs Bände, 1852–1856 (1. Band 4. Aufl. 1862; 2. und 3. Band 3. Aufl. 1857 und 1859). III. Zeugnisse aus dem inneren Leben. Drei Bände, 1860 bis 1864. (Digitalisat Band 1), (Band 2,1), (Band 2,2), (Band 2,3), (Band 3,1), (Band 3,2)
- Weckstimmen aus dem Jahre 1866. Acht Predigten. Mühlmann, Halle 1867. (Digitalisat)
- Das rothe Buch. Aus Kreuz und Freude einer Kaufmannsfamilie. Erzählung. Mühlmann, Halle 1867
- Predigten über die epistolischen Perikopen. Mühlmann, Halle 1867. (5. Aufl. 1899)
- Bruder Berthold von Regensburg, der große deutsche Prediger des Mittelalters. Vortrag. Mühlmann, Halle 1874. (Digitalisat)
- Ein Kirchenjahr in Predigten. Mühlmann, Halle 1875. (Digitalisat) (8. Aufl. 1892)
- Zehn Predigten nach der Feier seiner 25jährigen Amtsführung als Prediger zu St. Nicolai in Leipzig. Hinrichs, Leipzig 1877. (Digitalisat)
- Confirmationsreden aus den Jahren 1868–1879. Hinrichs, Leipzig 1880
- Erzählungen für das Volk. Mühlmann, Halle. 1848. (Digitalisat) 5. Aufl., Halle 1881
- Morgenandachten. Aus den Predigten von D. Friedr. Ahlfeld. Mühlmann, Halle 1882. (Digitalisat der 6. Aufl. 1903) (4. Aufl. 1897)
- Abendandachten. Aus den Predigten von D. Friedr. Ahlfeld. Mühlmann, Halle 1884. (3. Aufl. 1895)
- Predigten über freie Texte. Mühlmann, Halle 1898. (4. Aufl. 1900)